# Schlamm
Schlamm bezeichnet ein Gemisch aus fein verteiltem, überwiegend sehr feinkörnigem Feststoff und einer vergleichsweise geringen Menge Flüssigkeit, meist, aber nicht notwendigerweise, entstanden durch Sedimentation.

## Etymologie und umgangssprachlicher Gebrauch
Das Wort Schlamm wird auf das spätmittelhochdeutsche slam (weicher, nasser Bodensatz) bzw. auf das mittelniederdeutsche slam (Schmutz, Morast) zurückgeführt. Dem entspricht die umgangssprachliche Bedeutung noch heute. Schlamm steht hier oft synonym für Morast, Matsch, feuchte Erde oder Straßenschmutz und wird in diesem Sinne veraltet auch als Kot bezeichnet.

## Speziellere Nutzung des Begriffes

### Technische Definition
Im Allgemeinen entsteht ein Schlamm aus einer Suspension, das heißt aus überwiegend mikroskopisch kleinen Teilchen einer festen Substanz, die sich fein verteilt in einer Flüssigkeit – hier zumeist Wasser – in Schwebe befinden. Bleibt ein solches Gemisch einige Zeit ruhig stehen, so setzen sich die Schwebstoffe am Boden ab, sofern sie eine höhere Dichte als die umgebende Flüssigkeit haben. Den entstandenen sehr feinkörnigen Bodensatz (vgl. Sediment) bezeichnet man als Schlamm. Die Feststoffteilchen sind hier nicht mehr in der Schwebe, sondern dicht gepackt und nur durch einen dünnen Flüssigkeitsfilm voneinander getrennt. Ein Beispiel hierfür ist der Klärschlamm, der sich im Klärbecken einer Kläranlage absetzt.

### Geowissenschaftliche Definitionen

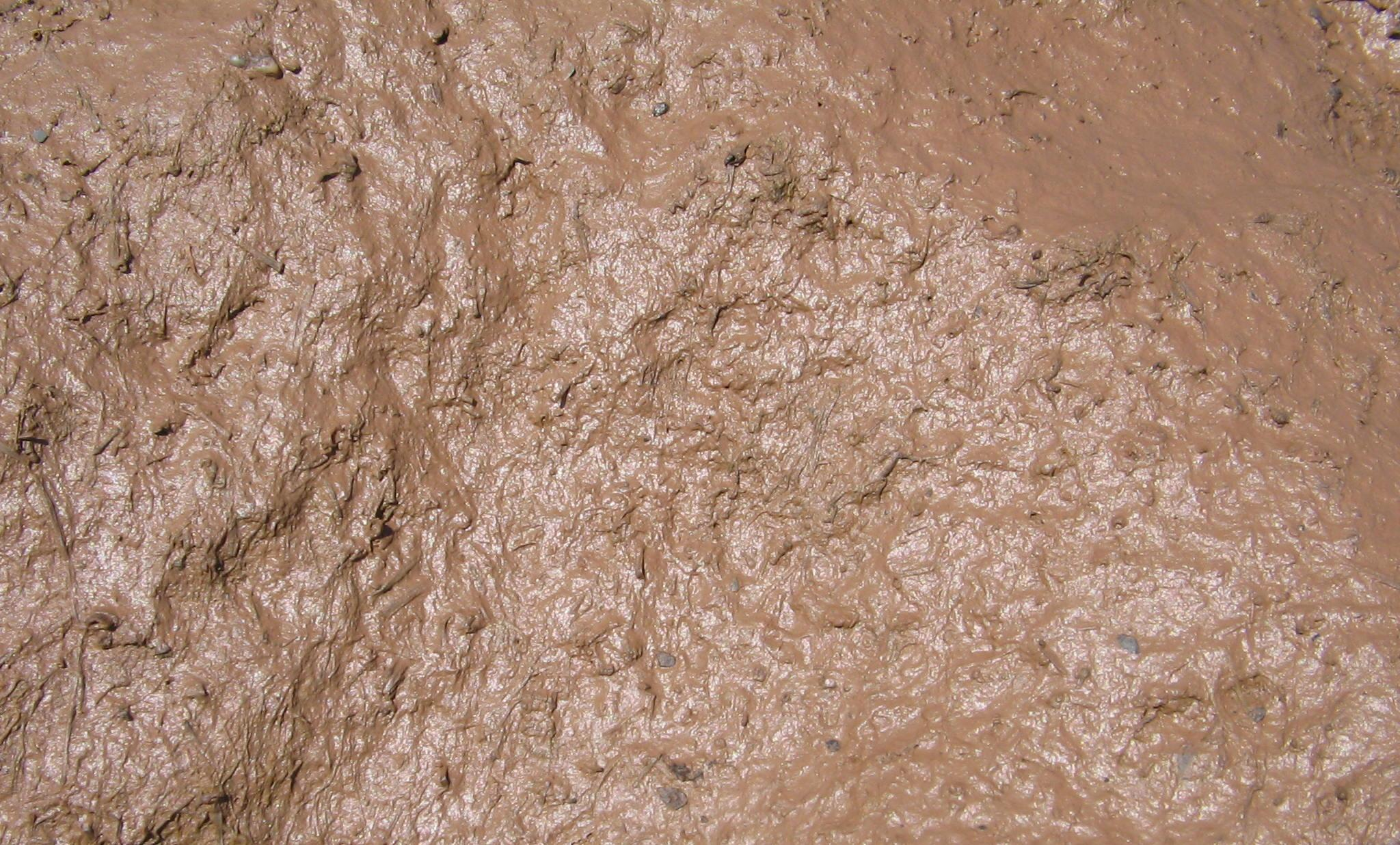
Tonschlamm, durch Eisenverbindungen rötlich-braun gefärbt. Das Wasser, in dem er sich abgesetzt hat, ist nicht mehr vorhanden.

#### Sedimentologie
In der Sedimentologie ist die Definition enger gefasst. Dort wird als Schlamm ein sehr feinkörniges Sediment bezeichnet, das sich aus natürlicher mineralischer und organischer Substanz durch natürliche Sedimentation in stehenden, aber nicht zwangsläufig permanenten Gewässern bildet. Die anorganischen Schlammpartikel bestehen aus verschiedenen Mineralen und sind unterschiedlicher Herkunft. Zu den terrigenen Schlämmen zählen die Tonschlämme, da sie ihren Ursprung in der Verwitterung und Erosion von Gesteinen auf dem trockenen Land haben und durch Bäche und Flüsse in Seen und ins Meer eingespült werden oder sich, vermittelt durch Hochwasser, in Schwemmebenen ansammeln. Die Partikel eines Tonschlammes bestehen bezeichnenderweise aus Tonmineralen.
Demgegenüber stehen Schlämme, deren Partikel direkt dem Gewässer, an dessen Grund sie sich absetzen, entstammen. Diese bestehen oft aus den Überresten von Mikroorganismen, die in dem Gewässer leben. Zahlreiche dieser Mikroorganismen sind in der Lage, Skelette aus mineralischen Substanzen zu bilden. So kann man je nach vorherrschender Substanz Kalkschlämme (aus überwiegend Kalziumkarbonat, CaCO3) von Kieselschlämmen (aus überwiegend Siliziumdioxid, SiO2) unterscheiden. Oft wird der Schlamm auch direkt nach den Mikroorganismen bezeichnet, aus deren Skeletten er überwiegend besteht, im Fall eines Kieselschlammes z. B. als Radiolarienschlamm oder im Fall eines Kalkschlammes z. B. als Globigerinenschlamm.
Lagern sich im Laufe der Zeit viele Schlammschichten übereinander ab, so geraten die untersten Schichten unter immer höheren Druck. Dadurch werden sie entwässert und verfestigen sich, teilweise unter Mitwirkung chemischer Prozesse. So entsteht aus einem weichen Schlamm ein feinkörniges, sprödes Sedimentgestein. Der geologische Prozess der Verfestigung eines Schlammes zu einem Gestein fällt unter den Oberbegriff Diagenese. Je nach Ausgangsmaterial entsteht Tonstein, feinkörniger Kalkstein (Mikrit) oder Kieselschiefer (siehe auch: Mudstone).

#### Sonstiges
Schlick ist ein Tonschlamm mit einem hohen Anteil an organischen Beimengungen, der unter anderem in Watten entsteht. Wird ein organikreicher Schlamm in sauerstoffarmem oder sauerstofffreiem Wasser abgelagert, bildet sich darin u. a. Schwefelwasserstoff. Man spricht dann von einem Faulschlamm (Sapropel). In einem Schlammtopf „blubbert“ ein Gemisch aus überhitztem Wasserdampf und feinkörnigem vulkanischem Material. An Berghängen abgelagerte vulkanische Asche, die von Starkregen aufgeweicht wird, kann in Form einer Schlammlawine (Lahar) zu Tale gehen.